# Whatever U Like
"Whatever U Like" (em português:  O Que Você Quiser) é uma canção da cantora americana Nicole Scherzinger, que conta com o rapper T.I.. A dupla, junto com Sean Garrett e Polow da Don, compôs a música para o planejado álbum de estréia de Scherzinger, Her Name Is Nicole. A Interscope Records lançou "Whatever U Like" como single estréia solo de Scherzinger em 30 de julho de 2007.

## Antecedentes
O álbum de estreia do Pussycat Dolls , PCD (2005), foi um sucesso comercial, vendendo 2,9 milhões de discos nos Estados Unidos. O álbum apresentou singles número um como  "Don't Cha" e "Buttons". O sucesso do álbum, destacou o trabalho de Scherzinger como vocalista e fez com que começasse a gravar "Come to Me" como Timbaland e P. Diddy; que se tornou o seu primeiro hit solo no Top 100 da Billboard. As colaborações promoveram a popularidade de Scherzinger, que estava trabalhando em sua própria música ao longo de dois anos (2005–07) e via o grupo como um trampolim para lançar sua própria carreira solo. Uma das primeiras músicas gravadas para seu projeto solo, Her Name Is Nicole foi "Whatever U Like", que foi escrito e produzido por Polow da Don e Sean Garrett. A canção vazou no início de julho, antes de ser lançada como um download digital em 30 de julho de 2007. A Interscope Records nunca pretendeu enviar a música para o rádio e queria usar o single para apresentar Scherzinger como uma artista solo.
"Whatever U Like" é uma música R&B up-tempo com duração de três minutos e cinquenta e dois segundos. Os artistas co-escreveram a música com seus produtores Polow da Don e Sean Garrett. A batida da música foi comparada a "Blindfold Me" (2006) de Kelis e "Straight Jack" de Chilli, ambas produzidas por Polow da Don. Rosie Swash, do The Guardian, comparou a "produção pesada" às obras de Timbaland. Liricamente, Scherzinger canta sobre fazer o que seu homem gosta: "montá-lo como uma  Harley". Garrett aparece em toda a música repetindo as linhas: "Senhoras e senhores, eu sei o que você quer! Ela é quente como um fogão. Seu nome é Nicole", enquanto TI aparece no meio da faixa.

## Recepção da crítica

### Crítica
Rap-Up foi um dos primeiros meios de comunicação a ouvir sete faixas completas do Her Name is Nicole, que incluiu "Whatever U Like". Um crítico descreveu a música como um "hit das baladas", enquanto comentava: "É um single perfeito e uma boa música para ser lançada no verão". DJ Z do DJ Booth criticou a música por usar a mesma batida e composição da música "Straight Jack" de Chilli: "Nunca uma jogada brilhante usou um ritmo duplicado ao lidar com uma pequena crise de identidade, mas se você é Nicole Scherzinger, acho que está tudo bem?. Sal Cinquemani da Slant Magazine se refere à música enquanto revê Doll Domination (2008) o segundo álbum de estúdio do The Pussycat Dolls. "Ele concordou com o DJ Z em escrever que era um "roubo descarado de 'Blindfold Me'.", De Kelis. no entanto, escreveu que a canção "foi injustamente ignorada". Adam Vary, da Entertainment Weekly, comentou, "'Whatever U Like' não é 'London Bridge' - e isso não é exatamente uma barra alta para alcançar."

### Comercial
Nos Estados Unidos, "Whatever U Like" não conseguiu entrar na Billboard Hot 100, mas atingiu o número 4 na parada da Bubbling Under Hot 100 Singles. Além disso, ele parou no número 73 nas Digital Songs e no número 83 nas Pop Songs. No Canadá, a música se saiu melhor, conseguindo chegar ao número 57 no Canadian Hot 100.

## Videoclipe
Scherzinger deitado em um corpo de água, como visto ao longo do vídeo da música.
O videoclipe oficial foi dirigido por Paul Hunter, que anteriormente dirigiu o single de estreia "Don't Cha" (2005) dos Pussycat Dolls. As filmagens foram concluídas em 27 de julho de 2007 em San Pedro, Califórnia. Em 11 de agosto, um pequeno teaser vazou online. Em 20 de agosto, Scherzinger apareceu no TRL para divulgar estrear o videoclipe.

### Sinopse
O vídeo começa com holofotes atingindo uma parede, com Scherzinger sendo executada de uma pessoa não identificada, revelada como sendo quatro seqüestradores mascarados. Sean Garrett canta sua sequência de abertura enquanto Scherzinger é capturada e escondida dentro de uma caixa, onde ela canta o primeiro verso e refrão, antes de escapar da caixa. Cenas de Scherzinger na água são intercaladas com ela dançando diante de um palco iluminado e se apresentando diante de um fundo preto. Ao longo do próximo refrão, Scherzinger é mostrada andando por um banco coberto de pedras fumegantes. Durante o rap TI, os dois estão escondidos na caixa, com Scherzinger sedutoramente rastejando sobre ele. Em seguida, Scherzinger é mostrada coberta de lama antes de ficar de pé debaixo de um chuveiro. Fotos diferentes do cantor das cenas anteriores são unidas ao longo do próximo refrão. Scherzinger é agora mostrado em uma roupa de couro preto durante a dança de Sean Garrett antes de um pano de fundo, com holofotes brilhando sobre ela, emendados com cenas do rap, seus ex-agressores agora dançam na frente dela. O vídeo termina com Scherzinger deixando o pano de fundo.

### Recepção
Leah Greenblatt, da Entertainment Weekly, classificou o videoclipe com a letra B- acrescentando que "é necessário muito mais leviandade, e mais do cameo da TI".

## Apresentações ao vivo
Scherzinger cantou a música pela primeira vez no final da terceira temporada do programa de TV americano So You Think You Can Dance em 17 de agosto de 2007. Em 9 de setembro, Scherzinger cantou a música junto com Lil Wayne, substituíndo TI no pré-show do MTV Video Music Awards de 2007. Scherzinger usava um "vestido de coquetel vermelho, botas pretas e luvas de couro". Gil Kaufman comentou: "Antes de Chris Brown fazê-los rangerem o palco em meio à excitação, Britney os fez coçar a cabeça em confusão, a gatinha da Pussycat Dolls Nicole Scherzinger fez a festa começar cedo no pré-show com uma conexão crepitante com Lil Wayne". Ele continuou:"Eles fizeram uma equipe interessante em uma noite que estava cheia de muitas variedades de conexões diferentes." Kelefa Sanneh de The New York Times concordou com Kaufman descrevendo o desempenho como "um dos melhores momentos musicais veio antes do show começar." Em 27 de setembro, Scherzinger se apresentou no Pepsi Smash do Yahoo!. No mês seguinte, ela se apresentou no KIIS-FM  no Honda Center e cantou "Whatever U Like", "Baby Love" e "Supervillain".

## Faixas e versões
CD Single
1. "Whatever U Like" (participação de T.I.) - 3:55
2. "Whatever U Like" (Versão "Limpa") (participação de T.I.) - 3:55
3. "Whatever U Like" (Instrumental) - 3:55
4. "Whatever U Like" (A cappella) - 3:59